# Medeltidens musik
Medeltidens musik är en epok i musikhistorien som inträffade något senare (cirka 800-talet till 1400-talet) än den övriga kulturella medeltiden. Viktiga händelser var uppkomsten av flerstämmighet i sången, t.ex. trecento-madrigalen, Guido av Arezzos notskrift och den gregorianska sången, den mässliturgi som fastställdes av påven Gregorius den store (cirka 540-604, påve fr. 590). För sångens del var språket nästan uteslutande latin. Viktiga influenser kom från judendomen, Orienten och Bysantinska riket, vilket uppblandades med germansk kultur i och med Karl den stores erövringar. Musiken blev under denna tid mer komplicerad med avseende på rytmik och harmoni. Man kan ganska distinkt dela upp medeltidens musik i profan (världslig) och sakral musik (kyrklig). I den profana kulturen var ballader ett viktigt inslag, och vandrande trubadurer var vanligt förekommande. Den sakrala musiken var kyrkans musik och spelades i katedralerna och kyrkorna, medan folkets musik med texter, ofta om kärlek och andra vardagliga ting, var det som spelades av trubadurer och spelmän på gator, marknader och vid festliga tillfällen. Under medeltiden var det mycket vanligt förekommande att kyrkan kopierade populära profana musikstycken och satte en sakral text till dem.

## Musikstilar
Medeltidens tonkonst var framförallt kyrkans musik, den gregorianska sången bevarades genom notskrift, lärdes ut i kyrkans skolor och diskuterades i läroböcker. Utanför kyrkan fanns få människor som kunde läsa noter, och bortsett från den aristokratiska och välutbildade eliten, så skrevs den sekulära musiken sällan ned. Den musik som fortfarande finns bevarad, består till stor del av flera hundra monofona sånger, många dikter som sjöngs till melodier som man inte längre känner till, lite dansmusik, beskrivningar av musiklivet, bilder av musiker samt en del bevarade instrument. Från detta kan man dra slutsatser om hur musik spelades och användes. 

### Troubadour- och trouvèresång
Huvudartikel: Trubadur
Troubadourerna var poet-kompositörer i Occitanien (södra delen av nuvarande Frankrike) och deras modersmål var occitanska. Deras nordfranska motsvarighet heter trouvère, vilka talade fornfranska. De första beläggen för denna typ av skaldekonst är från slutet av 1000-talet. De båda trubadurslagen var verksamma vid franska hov och slott, där de ofta var fast anställda. Vissa var adelsmän själva (till exempel Guillame IX och Beatritz de Dia), medan andra var barn till slottens betjänter. Många kom från familjer med traditioner i handel, handhantverk eller jonglering. De sjöng oftast om kärlek. Melodierna var strofiska, det vill säga att varje strof fick samma melodi. Omfånget på melodierna var litet, det översteg sällan en nona. De flesta sångerna kan modusbestämmas, men de komponerades inte utifrån det systemet - vissa sånger kan inte alls härledas till något modus. Musikpjäser skrevs kring narrativa pastoralsånger. Den mest kända var Jeu de Robin et de Marion (Berättelsen om Robin och Marion) av Adam de la Halle (cirka 1240-1288).

### Sång i övriga Europa
Trubadurerna hade stort inflytande på övriga Europa, där man utvecklade egna varianter på sitt språk. Man sjöng ofta om kärlek och religion. England var efter den Normanska invasionen år 1066 fransktalande, åtminstone bland kungahusen och adeln. Kung Rikard I Lejonhjärta (1157-1199) var själv en trubadur och skrev och sjöng på franska. Det finns få sånger från den gamla engelskan kvar, på grund av att det nästan uteslutande var den religiösa, ekonomiska och intellektuella överklassen som var intresserade av att behålla sin musik skriftligt.
I Tyskland fanns under 1100—1300-talen adliga poet-musiker så kallade Minnesångare. Dessa sjöng också om kärlek, men ur ett mer religiöst synsätt än de franska och engelska trubadurerna. Rytmen var sällan nerskriven, vilket leder till samma problem för nutida tolkare som mycket annan tidig medeltidsmusik. En ny genre föds också i Tyskland, korstågssången, som skrevs till ära av de som återvände från korstågen.
Från Italien finns några dussin sakrala monofona sånger bevarade. Dessa komponerades snarare i städerna än i hoven och användes i religiösa sammanträden vid sidan av kyrkobesöken, där människor samlades för bön och allmän gemenskap. Traditionen fortsatte i flera sekel, och från sent 1300-tal började sångerna bli polyfona (flerstämmiga).
I Spanien och Portugal utvecklades cantigas, även de religiösa sånger, skrivna och sjungna på gallisk-portugisiska. Idag finns över 400 cantigas bevarade i samlingen "Cantigas de Santa Maria", sånger tillägnade till jungfru Maria. Alla sånger har verser och refränger, där refrängerna kanske sjöngs av en grupp medan verserna sjöngs av en solosångare. Generellt sett förknippas sånger som har refräng med dans, något som även kan tänkas till dessa sånger, en möjlighet som styrks av illustrationer av dansare i manuskriptet till "Cantigas de Santa Maria", och även av de dansanta rytmerna i många sånger.

### Dansmusik
Även dansen ackompanjerades med musik, antingen a cappella eller instrumentalt och vanligtvis från minnet, så få melodier finns bevarade. Att döma från vittnesnedteckningar och illustrationer, var den populäraste sällskapsdansen i Frankrike mellan 1100- och 1300-talet carole, en ringdans som också var associerad med sång som sjöngs av en eller flera av dansarna. Omkring 50 instrumentala danser har överlevt i noterad form, några monofona, några polyfona i sättningar för klaverinstrument. Det är de tidigaste bevarade noterna för instrumentalmusik, vilket tyder på att de måste ha varit väldigt populära. Som all senare europeisk dansmusik (inklusive dagens), utmärker sig de gamla medeltida danserna genom en fast puls, tydlig taktindelning, återkommande sektioner och förutsägbar frasering.

## Musikteori
| I denna artikel     |
| används tonnamnen   |
| B♭ och H.           |
| Se olika skrivsätt. |

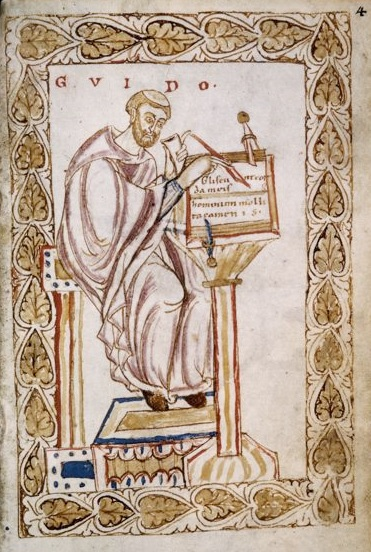
Guido av Arezzo; medeltida teckning

Den gregorianska repertoaren byggde på källor hämtade från det antika Israel, de kristna samhällena i Syrien och det Bysantinska riket i öst, samt från Milano, Rom och Gallien i väst. Men för att kunna förstå musikens uppbyggnad, använde man sig av de teoretiska och filosofiska traditionerna från det antika Grekland. Under den tidiga kristna perioden sammanställde och bearbetade man detta arv, främst av Martianus Capella (cirka 410-439) och Boëthius (cirka 480-524). Till en början intresserade sig man främst för de sju artes liberalis: grammatik, dialektik, retorik, geometri, aritmetik (räknekunskap), astronomi och harmonik (musik). På så sätt skiljde man på de språkliga konsterna, trivium, och de matematiska konsterna, quadrivium. Det dröjde till 800-talet innan man intresserade för de praktiska frågor kring musikteori. Det mest betydelsefulla var introducerandet av modusen, eller kyrkotonarterna. Med hjälp av dessa kunde man klassificera och arrangera liturgiska sånger i böcker, och således underlätta för det praktiska användandet av dem i kyrkorna. Guido av Arezzo introducerade solmisationen, så att tonerna C-D-E-F-G-A fick varsin stavelse: ut, re, mi, fa, sol, la. Detta kallas för solmisation från sammansättning sol+mi. Systemet används fortfarande, men nu är det brukligt att byta ut ut mot do, samt att lägga till tonen H som då får stavelsen si. Tack vare Guidos system, kunde korgossar lära sig melodierna på egen hand − de var inte längre bundna till en lärare. Det snabbade på processen att lära sig kyrkliga sånger, vilket var en nödvändighet i takt med att allt fler sånger kom till.

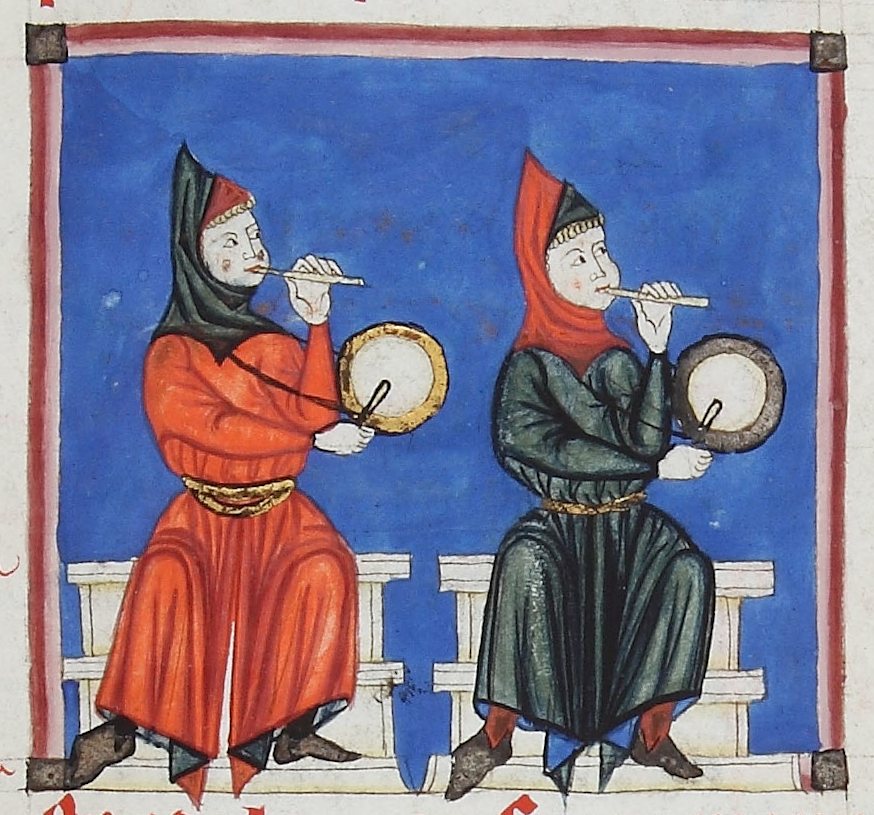
Illustration från Cantigas de Santa Maria: Två musiker spelandes enhandsflöjt och trumma (tabor).

## Medeltida instrument
Sånger ackompanjerades ibland av instrument som antingen spelade melodierna unisont, eller improviserade fram ackompanjemang. Från detaljrika illustrationer, bl.a. i de medeltida Biblarna, har man idag relativt god kännedom om vilka slags instrument som användes. Bland stråkinstrumenten kan nämnas olika slags fiddlor (föregångare till den moderna fiolen), vevlira och lira da braccia. Blåsinstrument var traversflöjt (som tvärflöjt, men av trä eller elfenben och utan klaffar), skalmeja, naturtrumpet (rak mässingscylinder, utan klaffar eller dylikt), samt enhandsflöjt. Den senare kombinationen spelades av en person som höll flöjten i vänster hand och slog på trumman med en trumstock i höger hand. Säckpipan tros vara det mest spridda instrumentet under medeltiden, då man har hittat arkeologiska fynd av olika säckpipetyper både från Östasien, Arabländerna och Europa. I kyrkorna användes främst kyrkklockor, men från ca år 1100 börjar munkkloster att konstruera orglar, och under 1300-talet blir dessa också vanliga i katedraler. Dessutom fanns mindre orgelformat såsom portativet och positivet. De flesta instrumenten kom till Europa från Asien, antingen genom det Bysantinska riket, eller via araberna genom Nordafrika och Spanien.

## Medeltidsmusiker och kompositörer i urval
- Adam de la Halle
- Francesco Landino
- Guillaume de Machaut
- Guillaume Dufay
- Hildegard av Bingen
- Johannes Ockeghem
- Kassia
- Leoninus
- Perotinus
- Trobairitz
- Walther von der Vogelweide